# Эдгар, Элизабет
Элизабет Эдгар (27 декабря 1929, Крайстчерч — 1 января 2019, Крайстчерч) — новозеландский ботаник, наиболее известна своей работой по написанию и редактированию трёх из пяти томов серии «Флора Новой Зеландии», в которой описаны и классифицированы виды флоры страны. Проводила таксономическую работу по биоразнообразию Новой Зеландии и была признана главным авторитетом в области номенклатуры и описания растений страны.

## Ранние годы
Эдгар родилась 27 декабря 1929 года в Крайстчерче, Новая Зеландия, и выросла в Спрейдоне с двумя сёстрами. Её семья относилась к одним из первых европейских поселенцев Новой Зеландии, а её тётя Марион Лидделл Файф была первой женщиной-лектором зоологии в Университете Отаго. Эдгар получила образование в школе для девочек Ранги Руру в Меривейле, а затем, при поддержке матери, поступила в Кентерберийский университетский колледж. Эдгар получила степень бакалавра искусств в 1950 году и продолжила учёбу, получив степень бакалавра наук в области ботаники в 1953 году. Во время этого обучения она работала ассистенткой в библиотеке в Департаменте научных и промышленных исследований (DSIR). Взяв неоплачиваемый отпуск в DSIR, Эдгар в 1957 году получила степень магистра, защитив диссертацию «Особые характеристики некоторых новозеландских котул с особым упором на их системы разведения», а затем защитила докторскую диссертацию. Тема докторской диссертации — «Цитология верхушек побегов некоторых двудольных», работа была завершена в 1960 году в Кентерберийском университетском колледже.

## Карьера
Эдгар вернулась в DSIR в 1959 году, в отдел ботаники факультета в Линкольне. Она работала с доктором Люси Мур над пересмотром соглашения об именах однодольных растений Новой Зеландии, особо уделяя внимание разнообразным и обширным ситникам и осокам страны. Их работа была опубликована в 1970 году как Том II «Флоры Новой Зеландии». Продолжая свою работу над однодольными растениями, Эдгар вместе с Артуром Хили работала над томом III «Флоры Новой Зеландии», чтобы идентифицировать как натурализованные, так и местные виды в каждом роде. В дополнение к её сорока девяти исследовательским работам и четырём книгам, касающимся таксономических исследований, Эдгар собрала сборник всех публикаций по таксономии растений Новой Зеландии.
Эдгар руководила публикацией тома Дэвида Дж. Галлоуэя «Флора Новой Зеландии: лишайники», а затем работала с Генри Э. Коннором над составлением обширной таксономии новозеландских трав. Она ушла из DSIR в 1988 году, но продолжала работать над проектом, пока в 2000 году он не был опубликован как V том серии «Флора Новой Зеландии». Эдгар впервые была указана в качестве главного автора тома «Флоры». Генри Коннор также вышел на пенсию, но остался научным сотрудником в Кентерберийском университете, и вместе в Landcare Research они провели исследование всех известных в настоящее время трав в биогеографическом регионе страны. Поскольку травы являются наиболее важной флорой с точки зрения экономической и экологической ценности для страны, этот том стал важным вкладом в оценку биоразнообразия Новой Зеландии. Эдгар описала 54 новых вида и подвида, в основном злаков, осоки и ситников, в том числе 11 видов рода Poa. Она также была признана специалисткой по номенклатуре, хорошо владела греческим и латинским языками.
Эдгар получила новозеландскую памятную медаль 1990 года, а в 1993 году — премию Аллана Мере Ботанического общества Новой Зеландии. И Эдгар, и Коннор были за свою работу отмечены медалью Хаттона Королевского общества Те Апаранги в 2000 году. В 2010 году они опубликовали пересмотренный V том «Флоры Новой Зеландии», признанный уникальным из-за использованных источников (все описания взяты из заметок, собранных в Новой Зеландии), и получивший международное признание.

## Смерть и наследие
Эдгар умерла 1 января 2019 года в Крайстчерче в возрасте 89 лет. Она считалась «главным авторитетом в области именования и описания растений» в Новой Зеландии. Ботаник Брайан Моллой заявил, что её будут помнить как одного из величайших ботаников Новой Зеландии. Три новозеландских вида — Carex edgariae, Juncus edgariae и Libertia edgariae — были названы в её честь.
В 2017 году Эдгар вошла в список «150 женщин в 150 словах» Королевского общества Те Апаранги, в знак вклада женщин в науку Новой Зеландии.